# Episodi di Pure Pwnage
Pure Pwnage è costituita da una webserie di due stagioni, diffusa dall'11 maggio 2004 al 23 agosto 2008, e da una serie televisiva composta da un'unica stagione di 8 episodi, trasmessi dal 12 marzo al 30 aprile 2010 dall'emittente Showcase.

## Webisodi
| Stagione | n° | Titolo originale        | diffusione on-line Canada |
| -------- | -- | ----------------------- | ------------------------- |
| 1        | 1  | The Life of a Pro Gamer | 11 maggio 2004            |
| 1        | 2  | Girls                   | 22 giugno 2004            |
| 1        | 3  | FPS Doug                | 19 luglio 2004            |
| 1        | 4  | Pwn or Be Pwned         | 14 settembre 2004         |
| 1        | 5  | M8s                     | 6 dicembre 2004           |
| 1        | 6  | Imapwnu of Azeroth      | 25 marzo 2005             |
| 1        | 7  | MMO Grrl                | 30 giugno 2005            |
| 1        | 8  | Lanageddon              | 19 settembre 2005         |
| 1        | 9  | The Story of Dave       | 10 dicembre 2005          |
| 1        | 10 | Teh Best Day Ever       | 16 marzo 2006             |
| 1        | 11 | i <3 u in rl            | 21 giugno 2006            |
| 1        | 12 | Game Over               | 6 novembre 2006           |
| 2        | 1  | Old Habits              | 4 maggio 2007             |
| 2        | 2  | Lifestyles              | 25 luglio 2007            |
| 2        | 3  | T-Bag                   | 10 novembre 2007          |
| 2        | 4  | Duty Calls              | 8 marzo 2008              |
| 2        | 5  | Just the Guys (Part 1)  | 14 agosto 2008            |
| 2        | 6  | Just the Guys (Part 2)  | 23 agosto 2008            |

## Episodi
| n° | Titolo originale                   | Titolo italiano | Prima TV Canada | Prima TV Italia |
| -- | ---------------------------------- | --------------- | --------------- | --------------- |
| 1  | The Life of a Pro Gamer            |                 | 12 marzo 2010   |                 |
| 2  | Jobs                               |                 | 19 marzo 2010   |                 |
| 3  | Girls                              |                 | 26 marzo 2010   |                 |
| 4  | Rock On                            |                 | 2 aprile 2010   |                 |
| 5  | Who's Afraid of the Big Bad Doug?  |                 | 9 aprile 2010   |                 |
| 6  | The Day the LAN Centre Stood Still |                 | 16 aprile 2010  |                 |
| 7  | Losing to a n00b                   |                 | 23 aprile 2010  |                 |
| 8  | Pwnageddon                         |                 | 30 aprile 2010  |                 |